# Ningxia
Ningxia is een autonome regio in China voor de Hui. De volle naam is Autonome Hui Regio Ningxia (vereenvoudigd Chinees: 宁夏回族自治区; traditioneel Chinees: 寧夏回族自治區; pinyin: Níngxià Huízú Zìzhìqū). Ningxia grenst aan Shaanxi, Gansu en Binnen-Mongolië.

## Bestuurlijke indeling
De bestuurlijke indeling van Ningxia ziet er als volgt uit:
|                  |            |          |                |  |  |  |  |
| Nr.              | Naam       | Hanzi    | Hanyu Pinyin   |  |  |  |  |
| Stadsprefecturen |            |          |                |  |  |  |  |
| 1                | Yinchuan   | 银川市   | Yínchuān Shì   |  |  |  |  |
| 2                | Shizuishan | 石嘴山市 | Shízuǐshān Shì |  |  |  |  |
| 3                | Wuzhong    | 吴忠市   | Wúzhōng Shì    |  |  |  |  |
| 4                | Zhongwei   | 中卫市   | Zhōngwèi Shì   |  |  |  |  |
| 5                | Guyuan     | 固原市   | Gùyuán Shì     |  |  |  |  |

## Geografie
De Gele Rivier stroomt door Ningxia. De rest van de regio is relatief droog en deels half-woestijn. De Tengger woestijn, bij Shapotou ligt deels in Ningxia en ook voor een deel in Gansu. Door de droogte is er een groot gebied geïrrigeerd.

## Demografie
Ningxia kent zo'n 5.720.000 inwoners, waarvan 20% tot de Hui behoort. De provincie is een autonome regio voor deze bevolkingsgroep, die verschillen van de Han-Chinezen omdat ze moslim zijn. Etnisch zijn zij hetzelfde volk. De Hui werden bekeerd door islamitische kooplieden bij stops aan de zijderoute. De Han vormen tegenwoordig 79% van de bevolking.

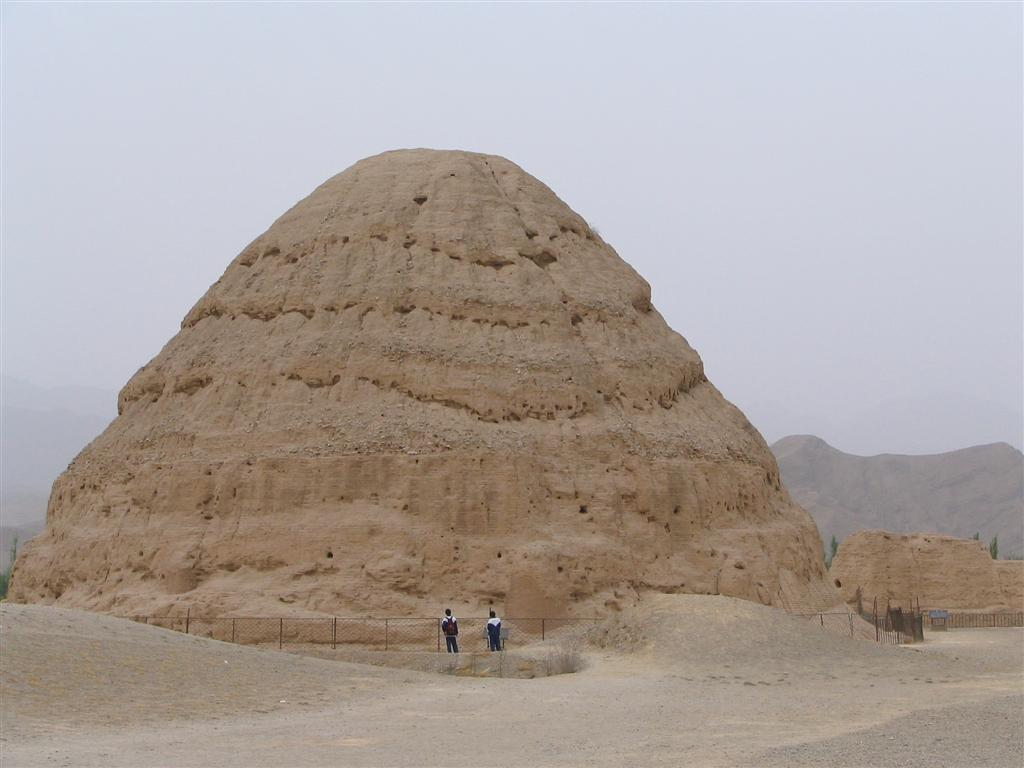
Graven in Xixia